# Uga Speichersee
Uga Speichersee är ett vattenmagasin i Österrike. Det ligger i distriktet Bregenz och förbundslandet Vorarlberg, i den västra delen av landet. Uga Speichersee ligger 1 847 meter över havet.
I omgivningarna runt Uga Speichersee förekommer i huvudsak grästäckta ytor.